# Maria Teresa Gregori
Maria Teresa Gregori Lopes Rocha (São Paulo, 15 de janeiro de 1926 — São Paulo, 17 de dezembro de 2013) foi uma apresentadora de televisão brasileira. Por muitos anos apresentou o programa “Revista Feminina”.
Descendente de italianos, filha de Enrico Gregori Junior e Ester Paraventi, era formada em contabilidade, mas nos primeiros anos da TV Tupi foi chamada por Abelardo Figueiredo para apresentar o primeiro programa feminino da televisão brasileira. Depois da Tupi, em que ficou de 1958 a 1971, Maria Teresa foi para a TV Bandeirantes em 1973, onde também fez sucesso. O mesmo ocorreu quando em 1983 foi contratada pela TV Gazeta, em que ficou por apenas um ano. 
Era casada com Átila Lopes Rocha, com quem teve dois filhos: Marcelo e Átila. Era irmã do jurista e ex-ministro da Justiça José Gregori.
Morreu aos 87 anos e foi sepultada no Cemitério São Paulo.

## Prêmios e indicações

### Troféu Imprensa
| Ano  | Categoria              | Indicação            | Resultado |
| ---- | ---------------------- | -------------------- | --------- |
| 1961 | Melhor Produtora de TV | Maria Teresa Gregori | Venceu    |